# Hypsophila lunulata
Hypsophila lunulata là một loài bướm đêm trong họ Noctuidae.